# IGA体育场
IGA体育场（法语：Stade IGA 英语：IGA Stadium） ，以前称为 杜穆里埃体育场（Stade Du Maurier）和 Uniprix体育场 ，是魁北克蒙特利尔举行的加拿大网球公开赛的主要网球场。修建于1996年的中央球场目前可容纳11,815名观众。 它起初以卷烟品牌杜穆里埃冠名。从2004年到2018年，它以魁北克一家大型药房连锁店的名字命名为Uniprix体育场。2018年4月16日，加拿大网球协会与加拿大最大的独立零售商IGA成为合作伙伴，宣布将其名称更改为IGA体育场。
该场馆的十二个球场使用了DecoTurf软垫丙烯酸表面，与美国网球公开赛赛事的球场表面相同。加拿大公开赛是也是大满贯赛事美国网球公开赛系列赛的一部分。独特的是，加拿大公开赛在蒙特利尔和多伦多两个城市举行，每年男女交替比赛。 IGA体育场在偶数年主办WTA比赛，在奇数年主办ATP比赛。
IGA体育场由一个中央球场，一个国家银行球场，4片室内红土球场，10片室外硬地球场和12片室内硬地球场组成。

## 历史
根据IGA体育场的介绍，IGA体育场的前身是创建于1925年的杰瑞公园（Jarry Park），曾是蒙特利尔的大型公园之一。直到1945年9月，蒙特利尔市政府从杰瑞家族手中买下这块土地用来进行社区建设。
在20世纪50年代末，颇具影响力的加拿大式足球队蒙特利尔云雀队在公园里设立了一个训练中心，为杰瑞公园带来了人气和名声。
1969年，美国职棒大联盟球队蒙特利尔博览会队（华盛顿国民队的前身）将主场搬到了杰瑞公园，29000名观众观看了球队该赛季的第一场比赛。此后博览会队入驻该球场的八年里一共售出了750万张门票。
1973年，教皇约翰·保罗二世访问了杰瑞公园。
1981年，早期的顶级网球赛事国际网球巡回赛在蒙特利尔举行，这也是ATP大师赛加拿大公开赛的前身。为此加拿大网球协会新建了四个网球场，此后举办了女子挑战者巡回赛。
1990年，加拿大公开赛成为ATP最重要的比赛之一，并在1993年成为ATP超9系列赛的一站。为了满足网球迷的需求并保持这项赛事的国际地位，球场设施必须进行翻新。
1995年2月9日，蒙特利尔市政府和加拿大网球协会制定了一份谅解备忘录，根据该备忘录，该市授予20英亩(约84800平方米)给杰瑞公园来建设新的网球设施。
1996年，杰瑞公园被改建为一个现代化的网球中心，包括中心球场和室内球场。加拿大网球协会，魁北克网球协会和蒙特利尔网球协会均将他们的办公室搬到新体育场。
2001年，加拿大网球协会在中心球场增加了1250个席位。三年后，它建造了可容纳4500人的国家银行球场和另外四个室内球场。另外还新增四片红土球场。